# Лесозаводской
Лесозаводско́й — посёлок в Заиграевском районе Бурятии. Входит в сельское поселение «Горхонское».

## География
Расположен на правом берегу реки Ара-Кижа (левый приток Ильки), в 1,5 км к западу от региональной автодороги 03К-013 Новоильинск — Кижа — граница с Забайкальским краем, в 2 км к северо-востоку от центра сельского поселения, посёлка Горхон, в 56 км к юго-востоку от районного центра — пгт Заиграево.

## Население
| 2002 | 2010 |
| ---- | ---- |
| 821  | ↘781 |

## Экономика
Заготовка и переработка леса.